# NGC 4933C
NGC 4933C este o galaxie situată în constelația Fecioara. A fost descoperită în  de către William Herschel.